# Benjamin Lauth
Benjamin „Benny“ Lauth (* 4. August 1981 in Hausham, Oberbayern) ist ein ehemaliger deutscher Fußballspieler. Zwischen 2001 und 2008 spielte er für TSV 1860 München, Hamburger SV, VfB Stuttgart, mit dem er Deutscher Meister wurde, und Hannover 96 140 Mal in der Bundesliga, wobei er 33 Tore erzielte. Es folgten sechs weitere Jahre in der 2. Bundesliga, wo er 188 Mal für 1860 antrat und 63 Tore erzielte. Zum Karriereabschluss wurde er mit Ferencvaros Budapest ungarischer Pokalsieger, wenngleich er im Finale keine Berücksichtigung fand. 2003–04 kam er zu fünf Einsätzen in der Nationalmannschaft.

## Karriere

### Jugend
Lauth begann 1987 in Fischbachau (Landkreis Miesbach) beim dortigen SF Fischbachau mit dem Fußballspielen, ehe er 1992 als D-Jugendspieler zum TSV 1860 München wechselte. Dort durchlief er sämtliche Altersklassen und rückte im Jahre 2000 in den Kader der Amateurmannschaft auf. In der Spielzeit 2000/01 bestritt er 28 Punktspiele in der Regionalliga Süd und erzielte vier Tore. Auch in der Saison 2001/02 gehörte er jener in die Bayernliga abgestiegenen Amateurmannschaft an, für die er in 26 Punktspielen 12 Tore erzielte.

### TSV 1860 München
Am letzten Spieltag der Saison 2001/02 gab er sein Debüt im Profifußball im Bundesliga-Auswärtsspiel gegen Borussia Mönchengladbach, bei dem er kurz vor Schluss eingewechselt wurde. In der Spielzeit 2002/03 stand er im Profikader von 1860 München und bestritt 32 Punktspiele, in denen er 13 Tore erzielte. Auch in der Folgesaison kam Lauth regelmäßig in der Bundesliga zum Einsatz und am 1. November 2003 erzielte er das 1000. Bundesligator des TSV 1860 München. Lauth kam in dieser Saison in 28 Punktspielen zum Einsatz und erzielte neun Tore; die Mannschaft stieg jedoch aus der Bundesliga ab. Von 2002 bis 2004 spielte er für 1860 sechsmal im DFB-Pokal-Wettbewerb, in dem er vier Tore erzielte, und einmal im UI-Cup.

### Hamburger SV
Nach dem Abstieg des TSV 1860 wechselte Lauth zum Hamburger SV. Aufgrund einer Knöchelverletzung wurde er dort in seiner Premierensaison nur zehnmal eingesetzt, wobei er vier Treffer markierte. In der Spielzeit 2005/06 erzielte er in 31 Ligaspielen sechs Tore. In der Hinrunde der Saison 2006/07 wurde er sechsmal eingesetzt, in der Winterpause wurde er bis zum Saisonende an den VfB Stuttgart ausgeliehen. In den zweieinhalb Jahren, in denen er dem Kader des HSV angehörte, kam er neben den Einsätzen in der Bundesliga auch zu fünf Einsätzen im DFB-Pokal- und einem im Ligapokal-Wettbewerb. Auch international wurde Lauth eingesetzt; er spielte achtmal im UI-Cup und erzielte vier Tore, achtmal im UEFA-Pokal-Wettbewerb (zwei Tore), und viermal in der Champions League, in der er ohne Torerfolg blieb. Insgesamt bestritt er für die Hamburger 73 Pflichtspiele, davon allerdings nur neun über 90 Minuten.

### VfB Stuttgart
In Stuttgart kam er in der Rückrunde der Spielzeit 2006/07 elfmal zum Einsatz und schoss dabei ein Tor. Darüber hinaus lief er zweimal im DFB-Pokal auf und bestritt ein Spiel für die zweite Mannschaft des VfB in der Regionalliga Süd. Am Saisonende gewann er mit der Mannschaft die deutsche Meisterschaft und zog mit ins Finale um den DFB-Pokal ein.

### Hannover 96
Nachdem der VfB eine Kaufoption nicht genutzt hatte, wechselte Lauth zur Saison 2007/08 zu Hannover 96, bei denen er in 21 Ligaspielen und zwei Pokaleinsätzen kein Tor erzielte.

### TSV 1860 München

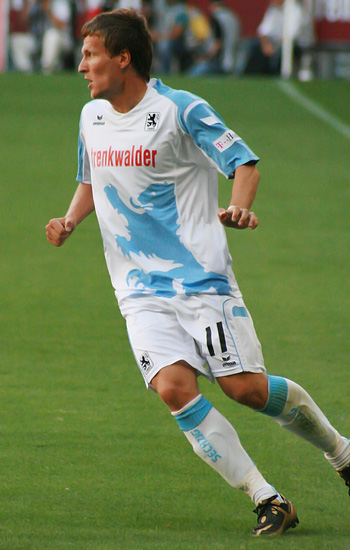
Lauth im August 2008

Zur Saison 2008/09 kehrte er zum TSV 1860 München zurück, bei dem er einen bis zum 30. Juni 2011 gültigen Vertrag unterschrieb. In seiner ersten Spielzeit im Zweitligaaufgebot wurde er als einziger Spieler in allen Pflichtspielen eingesetzt. In 34 Ligaspielen schoss er 15 Tore, in drei Pokaleinsätzen traf er einmal ins Tor. In der Spielzeit 2008/09 war Lauth Vizekapitän, auf dem Platz allerdings trug er in den meisten Spielen die Spielführerbinde, da der eigentliche Kapitän Daniel Bierofka oft verletzungsbedingt ausfiel. Vor der Saison 2009/10 ernannte ihn Trainer Ewald Lienen zum neuen Kapitän. In dieser Spielzeit erzielte er in 30 Spielen sechs Tore und bereitete sechs weitere vor. Damit hatte er mannschaftsintern die meisten Scorerpunkte gesammelt. Lienens Nachfolger Reiner Maurer ernannte vor der Spielzeit 2010/11 wieder Bierofka zum Kapitän. Da dieser aber oft nicht von Beginn an spielte, lief Lauth in vielen Spielen als Kapitän auf. Nach dem 4:2-Sieg gegen den Karlsruher SC am 30. Oktober 2010 wurde er vom Kicker als Spieler des Tages ausgezeichnet. Mit insgesamt 16 Toren stellte er in dieser Saison einen neuen persönlichen Rekord auf. Er stand bis auf ein Spiel, in dem er gelbgesperrt pausierte, immer in der Startaufstellung.
Am 6. August 2011 absolvierte er sein 100. Zweitligaspiel für den TSV 1860 München und erzielte beim 5:0-Auswärtssieg der Löwen ein Tor gegen Energie Cottbus. Der Kicker zeichnete ihn nach dem Spiel als Mann des Tages aus. In dieser Spielzeit absolvierte er alle bis auf eine Partie, in der er verletzungsbedingt pausierte. Er schoss elf Tore und bereitete zehn weitere vor. Damit war er bester Scorer der Mannschaft, aber nur zweitbester Torschütze hinter Kevin Volland mit 14 Treffern. In der Spielzeit 2012/13 war er mit zwölf Toren wieder vereinsinterner Torschützenkönig. Am vierten Spieltag zeichnete ihn der Kicker erneut als Spieler des Tages aus, nachdem er beim 3:0 gegen den MSV Duisburg zwei Tore geschossen und das dritte vorbereitet hatte. Im Winter setzte er erstmals in seiner Karriere aufgrund einer Sperre länger aus; er war nachträglich wegen einer Tätlichkeit für vier Spiele ausgeschlossen worden. Mit seinem 81. Tor für den TSV 1860 am 5. Mai 2013 gegen Union Berlin zog er an Bernhard Winkler vorbei und ist nun der erfolgreichste Torschütze der TSV 1860 München im Profifußball. Am 29. April 2014 gab der Verein bekannt, den am Saisonende auslaufenden Vertrag nicht zu verlängern.

### Ferencváros Budapest
Im Sommer 2014 wechselte Lauth zum ungarischen Erstligisten Ferencváros Budapest, für den er am 1. Juli 2014 beim Auswärtsspiel bei den Sliema Wanderers in der UEFA Europa League debütierte. Sein erstes Ligator erzielte er am 31. August 2014 (6. Spieltag) bei der 1:2-Niederlage im Auswärtsspiel gegen den MTK Budapest mit dem Treffer zum 1:1 in der 30. Minute. 2015 gewann er mit dem Verein drei nationale Vereinspokalwettbewerbe. Sein Vertrag wurde für die folgende Saison aufgelöst.
Im Herbst 2015 beendete Lauth seine Karriere.

### Nationalmannschaft

#### Nachwuchs
1998 wurde Benjamin Lauth erstmals in eine Nachwuchsauswahl des DFB berufen. Er bestritt zwei Länderspiele für die U-17-Nationalmannschaft, für die er auch zwei Tore erzielte. Elfmal war er für die U-18-Nationalmannschaft aktiv, für die er zwei Tore erzielte. Für die U-20-Nationalmannschaft bestritt er zwei Länderspiele. Im Jahr 2000 gehörte er dem deutschen Aufgebot bei der U-18-EM in Deutschland an, mit dem er den dritten Platz belegte.
Am 15. Mai 2002 kam er zu seinem ersten Einsatz in der U-21-Nationalmannschaft. Insgesamt spielte Lauth achtmal in der U-21 und erzielte dabei zwei Tore. Sein letztes Spiel für die U-21 bestritt er am 18. November 2003 gegen die Auswahl der Türkei.

#### A-Nationalmannschaft
Am 16. Dezember 2002 lief Lauth erstmals für die A-Nationalmannschaft auf. Da der Gegner in diesem Benefizspiel eine Auswahl in der Bundesliga spielender Ausländer war, zählt es nicht als Länderspiel. Lauth schoss die Tore zum 3:2 und zum 4:2-Endstand für die DFB-Auswahl. Das erste Tor, das er mit einem Fallrückzieher aus spitzem Winkel erzielt hatte, wurde zum Tor des Jahres 2002 gewählt.
Seinen ersten Länderspieleinsatz hatte Lauth am 12. Februar 2003 im Test-Länderspiel gegen die Auswahl Spaniens. Bis 2004 bestritt er vier weitere Einsätze, zuletzt am 18. Februar 2004 gegen die Auswahl Kroatiens. Einen Treffer erzielte er in diesen fünf Einsätzen nicht.

### Trainerkarriere
Gemeinsam mit den ehemaligen Fußballprofis Tobias Schweinsteiger, Daniel Jungwirth, Florian Heller und Marco Küntzel absolvierte Lauth von Januar bis Februar 2016 einen DFB-Lehrgang in Leipzig und erlangte hierdurch die DFB-Elite-Jugend-Lizenz. Anschließend hat er noch die Trainer-A-Lizenz erworben.

## Erfolge
Hamburger SV
- UEFA-Intertoto-Cup-Sieger: 2005

VfB Stuttgart
- Deutscher Meister: 2007
- DFB-Pokal-Finalist: 2007

Ferencváros Budapest
- Ungarischer Pokalsieger: 2015
- Ungarischer Supercupsieger: 2015
- Ungarischer Ligapokalsieger: 2015

## Auszeichnung
- Torschütze des Jahres 2002

## Sonstiges
- Lauth stand im Nachwuchskader des Deutschen Skiverbands, doch entschied er sich gegen das Skifahren und für den Fußball.
- Die Sportfreunde Stiller widmeten ihr Lied Lauth anhören auf dem Album Burli dem Stürmer. Außerdem wirkt er in ihrem Song Budenzauber auf dem Album You Have to Win Zweikampf mit.
- Bei Lauths Torerfolgen bei Heimspielen wurde nicht die übliche Torhymne gespielt, stattdessen wurde bis 2010 aufgrund der Ähnlichkeit von „Lauth“ und „loud“ Let’s Get Loud von Jennifer Lopez und seit 2010 Laut vom Projekt Finger & Kadel angespielt.
- 2013 heiratete Lauth seine langjährige Freundin, mit der er einen 2010 geborenen Sohn hat.
- Nach seiner Karriere hat Lauth ein Sportmanagement-Studium abgeschlossen.[11]
- Lauth ist Sportexperte bei DAZN